# گراهم چینی
گراهم چینی (انگلیسی: Grahame Cheney؛ زادهٔ ۲۷ آوریل ۱۹۶۹) بوکسور اهل استرالیا است.